# Bad Salzungen
Bad Salzungen är en stad och kurort i det tyska förbundslandet Thüringen och huvudort i distriktet Wartburgkreis. Staden ingår i förvaltningsgemenskapen Bad Salzungen tillsammans med kommunen Leimbach.

## Geografi
Staden ligger vid floden Werra mellan bergstrakterna Thüringer Wald och Rhön.

## Historia
Orten nämns 775 för första gången i en urkund som undertecknades av Karl den store. 1306 betecknas Salzungen för första gången som civitas (stad). Stadens utveckling gynnades av större saltfyndigheter i regionen. Stadens borgare tvingades delta i det Tyska bondekriget och den 10 juni 1640 plundrades staden under trettioåriga kriget av svenska enheter. Mellan 1680 och 1918/20 var staden en del av hertigdömet Sachsen-Meiningen.

## Bildgalleri
|                         |
| Burgsee i Bad Salzungen |